# サンドラ・ギィバード
サンドラ・ギィバード（Sandra Guibord, 1967年生月非公開- ）は、アメリカ生まれの女優。

## 人物・来歴
サンドラは日本では特撮作品の『ウルトラマンパワード』のテレサ・ベック隊員役が有名。さらにその後の映画『疑惑の幻影』では大胆にヌードを披露し、殺害される社長令嬢を演じている。

## 出演作品

### 特撮
- ウルトラマンパワード（1993）-テレサ・ベック隊員役

### 映画
- 疑惑の幻影（1998）